# Eleições gerais no Brasil em 2010
Em 2010 foram realizadas eleições gerais no Brasil simultaneamente com a disputa presidencial. Foram renovados vinte e sete governos estaduais, dois terços do Senado Federal, a Câmara dos Deputados e os legislativos estaduais.
Com a decisão do Supremo Tribunal Federal de adotar a lei da Ficha Limpa já para as eleições de 2010, muitos dos candidatos eleitos se tornam inelegíveis, requerendo-se uma intervenção do Tribunal Superior Eleitoral sobre o assunto.

## Governadores eleitos
| Bandeira | Estado              | UF | Governador              | Partido | Vice-governador                           |
| -------- | ------------------- | -- | ----------------------- | ------- | ----------------------------------------- |
|          | Acre                | AC | Tião Viana              | PT      | César Messias(PP)                         |
|          | Alagoas             | AL | Teotônio Vilela Filho   | PSDB    | José Thomaz Nonô(DEM)                     |
|          | Amapá               | AP | Camilo Capiberibe       | PSB     | Dora Nascimento(PT)                       |
|          | Amazonas            | AM | Omar Aziz               | PMN     | José Melo(PMDB)                           |
|          | Bahia               | BA | Jaques Wagner           | PT      | Otto Alencar(PP)                          |
|          | Ceará               | CE | Cid Gomes               | PSB     | Domingos Filho(PMDB)                      |
|          | Distrito Federal    | DF | Agnelo Queiroz          | PT      | Tadeu Filippelli(PMDB)                    |
|          | Espírito Santo      | ES | Renato Casagrande       | PSB     | Givaldo Vieira(PT)                        |
|          | Goiás               | GO | Marconi Perillo         | PSDB    | José Eliton Junior (DEM)                  |
|          | Maranhão            | MA | Roseana Sarney          | PMDB    | Washington Luiz de Oliveira (PT)          |
|          | Mato Grosso         | MT | Silval Barbosa          | PMDB    | Chico Daltro (PT)                         |
|          | Mato Grosso do Sul  | MS | André Puccinelli        | PMDB    | Simone Tebet (PMDB)                       |
|          | Minas Gerais        | MG | Antônio Anastasia       | PSDB    | Alberto Pinto Coelho (PP)                 |
|          | Pará                | PA | Simão Jatene            | PSDB    | Helenilson Pontes (PPS)                   |
|          | Paraíba             | PB | Ricardo Coutinho        | PSB     | Rômulo Gouveia (PSDB)                     |
|          | Paraná              | PR | Beto Richa              | PSDB    | Flávio Arns (PSDB)                        |
|          | Pernambuco          | PE | Eduardo Campos          | PSB     | João Lyra Neto (PDT)                      |
|          | Piauí               | PI | Wilson Martins          | PSB     | Antônio José de Moraes Souza Filho (PMDB) |
|          | Rio de Janeiro      | RJ | Sérgio Cabral Filho     | PMDB    | Luiz Fernando Pezão                       |
|          | Rio Grande do Norte | RN | Rosalba Ciarlini        | DEM     | Robinson Faria(PMN)                       |
|          | Rio Grande do Sul   | RS | Tarso Genro             | PT      | Beto Grill(PSB)                           |
|          | Rondônia            | RO | Confucio Moura          | PMDB    | Airton Gurgacz(PDT)                       |
|          | Roraima             | RR | José de Anchieta Júnior | PSDB    | Chico Rodrigues(DEM)                      |
|          | Santa Catarina      | SC | Raimundo Colombo        | DEM     | Eduardo Pinho Moreira(PMDB)               |
|          | São Paulo           | SP | Geraldo Alckmin         | PSDB    | Afif Domingos(DEM)                        |
|          | Sergipe             | SE | Marcelo Déda            | PT      | Jackson Barreto(PMDB)                     |
|          | Tocantins           | TO | Siqueira Campos         | PSDB    | João Oliveira(DEM)                        |

## Senadores eleitos
Foram renovados dois terços do Senado.
| Bandeira | Estado              | UF | Senadores                                | Partido    | Suplentes                                |
| -------- | ------------------- | -- | ---------------------------------------- | ---------- | ---------------------------------------- |
|          | Acre                | AC | Jorge Viana Sérgio Petecão               | PT PMN     | Nilson Mourão Fernando Lage              |
|          | Alagoas             | AL | Benedito de Lira Renan Calheiros         | PP PMDB    | Givago Tenorio Fábio Farias              |
|          | Amapá               | AP | Randolfe Rodrigues João Capiberibe       | PSOL PSB   | Clécio Luís Ivanci Magno                 |
|          | Amazonas            | AM | Eduardo Braga Vanessa Grazziotin         | PMDB PCdoB | Sandra Braga Francisco Garcia            |
|          | Bahia               | BA | Walter Pinheiro Lídice da Mata           | PT PSB     | Roberto Muniz Nestor Duarte              |
|          | Ceará               | CE | Eunício Oliveira José Pimentel           | PMDB PT    | Catanho Sergio Novais                    |
|          | Distrito Federal    | DF | Cristovam Buarque Rodrigo Rollemberg     | PDT PSB    | Wilmar Lacerda Hélio José                |
|          | Espírito Santo      | ES | Ricardo Ferraço Magno Malta              | PMDB PR    | Sergio de Castro Paulo Antenor           |
|          | Goiás               | GO | Demóstenes Torres Lúcia Vânia            | DEM PSDB   | Wilder Morais Ione Borges                |
|          | Maranhão            | MA | Edison Lobão João Alberto                | PMDB       | Lobão Filho Clóvis Fecury                |
|          | Mato Grosso         | MT | Blairo Maggi Pedro Taques                | PR PDT     | Cidinho Santos José Medeiros             |
|          | Mato Grosso do Sul  | MS | Delcídio Amaral Waldemir Moka            | PT PMDB    | Pedro Chaves Antonieta Trad              |
|          | Minas Gerais        | MG | Aécio Neves Itamar Franco                | PSDB PPS   | Elmiro Nascimento Zezé Perrella          |
|          | Pará                | PA | Flexa Ribeiro Jader Barbalho             | PSDB PMDB  | Nicias Ribeiro Fernando Ribeiro          |
|          | Paraíba             | PB | Vital do Rêgo Filho Cássio Cunha Lima    | PMDB PSDB  | Raimundo Lira Deca                       |
|          | Paraná              | PR | Gleisi Helena Hoffmann Roberto Requião   | PT PMDB    | Sérgio de Souza Chico Simeão             |
|          | Pernambuco          | PE | Armando Monteiro Humberto Costa          | PTB PT     | Douglas Cintra Joaquim Francisco         |
|          | Piauí               | PI | Wellington Dias Ciro Nogueira            | PT PP      | Regina Sousa João Claudino               |
|          | Rio de Janeiro      | RJ | Lindbergh Farias Marcelo Crivella        | PT PRB     | Olney Botelho Eduardo Lopes              |
|          | Rio Grande do Norte | RN | Garibaldi Alves Filho José Agripino Maia | PMDB DEM   | Paulo Davim João Faustino                |
|          | Rio Grande do Sul   | RS | Paulo Paim Ana Amélia Lemos              | PT PP      | Veridiana Tonini Wenzel                  |
|          | Rondônia            | RO | Valdir Raupp Ivo Cassol                  | PMDB PP    | Tomaz Correia Reditário Cassol           |
|          | Roraima             | RR | Romero Jucá Ângela Portela               | PMDB PT    | Wirlande da Luz Nagib Lima               |
|          | Santa Catarina      | SC | Luiz Henrique da Silveira Paulo Bauer    | PMDB PSDB  | Dalírio Beber Cesar Souza                |
|          | São Paulo           | SP | Aloysio Nunes Marta Suplicy              | PSDB PT    | Airton Sandoval Antonio Carlos Rodrigues |
|          | Sergipe             | SE | Eduardo Amorim Antônio Carlos Valadares  | PSC PSB    | Laurinho da Bomfim Zé Eduardo            |
|          | Tocantins           | TO | João Ribeiro Vicentinho Alves            | PR         | Ataídes de Oliveira João Costa           |

## Câmara dos Deputados eleita em 2010 (assumiu em 1º de fevereiro de 2011)
| Partidos     | Cadeiras |
| PT           | 86       |
| PMDB         | 78       |
| PSDB         | 54       |
| PP           | 44       |
| DEM          | 43       |
| PR           | 41       |
| PSB          | 35       |
| PDT          | 27       |
| PTB          | 22       |
| PSC          | 17       |
| PCdoB        | 15       |
| PV           | 13       |
| PPS          | 12       |
| PRB          | 8        |
| PMN          | 4        |
| PSOL-PTdoB   | 3        |
| PRTB-PHS-PRP | 2        |
| PTC-PSL      | 1        |
| Total        | 513      |

## Tabela
| Partidos               | Partidos                                    | Câmara     | Câmara     | Câmara   | Câmara        | Câmara | Senado      | Senado     | Senado  | Senado            | Senado        | Senado |
| Partidos               | Partidos                                    | Votos      | % de votos | Assentos | % de assentos | +/–    | Votos       | % de votos | Eleitos | Total de assentos | % de assentos | +/–    |
| ---------------------- | ------------------------------------------- | ---------- | ---------- | -------- | ------------- | ------ | ----------- | ---------- | ------- | ----------------- | ------------- | ------ |
|                        | Partido dos Trabalhadores                   | 16.289.199 | 16,9       | 88       | 17,1          | +5     | 39.410.141  | 23,1       | 11      | 15                | 17,3          | +7     |
|                        | Partido do Movimento Democrático Brasileiro | 12.537.252 | 13,0       | 79       | 15,3          | −10    | 23.998.949  | 14,1       | 16      | 19                | 24,6          | +3     |
|                        | Partido da República                        | 7.311.655  | 7,6        | 41       | 7,9           | +16    | 4.649.024   | 2,7        | 3       | 4                 | 4,9           | —      |
|                        | Partido Socialista Brasileiro               | 6.851.053  | 7,1        | 34       | 6,6           | +7     | 6.129.463   | 3,6        | 3       | 3                 | 3,7           | —      |
|                        | Partido Democrático Trabalhista             | 4.854.602  | 5,0        | 28       | 5,4           | +4     | 2.431.940   | 1,4        | 2       | 4                 | 4,9           | −2     |
|                        | Partido Social Cristão                      | 3.072.546  | 3,2        | 17       | 3,3           | +8     | 1.247.157   | 0,7        | 1       | 1                 | 1,2           | —      |
|                        | Partido Comunista do Brasil                 | 2.748.290  | 2,8        | 15       | 2,9           | +2     | 12.561.716  | 7,4        | 1       | 2                 | 2,4           | +1     |
|                        | Partido Republicano Brasileiro              | 1.633.500  | 1,7        | 8        | 1,5           | +7     | 3.332.886   | 2,0        | 1       | 1                 | 1,2           | −1     |
|                        | Partido Trabalhista Cristão                 | 595.431    | 0,6        | 1        | 0,1           | −2     | 282.629     | 0,2        | 0       | 0                 | 0,0           | —      |
|                        | Partido Trabalhista Nacional                | 182.926    | 0,2        | 0        | 0,0           | —      | 6.013       | 0,0        | 0       | 0                 | 0,0           | —      |
|                        | Partido da Social Democracia Brasileira     | 11.477.380 | 11,9       | 53       | 10,3          | −13    | 30.903.736  | 18,1       | 5       | 11                | 13,5          | −5     |
|                        | Democratas                                  | 7.301.171  | 7,6        | 43       | 8,3           | −22    | 10.225.883  | 6,0        | 2       | 6                 | 7,4           | −7     |
|                        | Partido Trabalhista Brasileiro              | 4.038.239  | 4,2        | 21       | 4,0           | −2     | 7.999.589   | 4,7        | 1       | 6                 | 7,4           | −1     |
|                        | Partido Popular Socialista                  | 2.536.809  | 2,6        | 12       | 2,3           | −10    | 6.766.517   | 4,0        | 1       | 1                 | 1,2           | +1     |
|                        | Partido da Mobilização Nacional             | 1.086.705  | 1,1        | 4        | 0,7           | +1     | 241.321     | 0,1        | 1       | 1                 | 1,2           | +1     |
|                        | Partido Trabalhista do Brasil               | 642.422    | 0,7        | 3        | 0,5           | +2     | 1.480.846   | 0,9        | 0       | 0                 | 0,0           |        |
|                        | Partido Progressista                        | 6.330.062  | 6,6        | 41       | 7,9           | —      | 9.170.015   | 5,4        | 3       | 4                 | 4,9           | +3     |
|                        | Partido Verde                               | 3.710.366  | 3,8        | 15       | 2,9           | +2     | 5.047.797   | 3,0        | 0       | 0                 | 0,0           | −1     |
|                        | Partido Socialismo e Liberdade              | 1.142.737  | 1,2        | 3        | 0,5           | —      | 3.041.854   | 1,8        | 2       | 2                 | 2,4           | +1     |
|                        | Partido Humanista da Solidariedade          | 764.412    | 0,8        | 2        | 0,3           | —      | 305.793     | 0,2        | 0       | 0                 | 0,0           | —      |
|                        | Partido Social Liberal                      | 499.963    | 0,5        | 1        | 0,1           | +1     | 446.517     | 0,3        | 0       | 0                 | 0,0           | —      |
|                        | Partido Renovador Trabalhista Brasileiro    | 307.925    | 0,3        | 2        | 0,3           | +2     | 74.478      | 0,0        | 0       | 0                 | 0,0           | —      |
|                        | Partido Republicano Progressista            | 307.188    | 0,3        | 2        | 0,3           | +2     | 0           | 0,0        | 0       | 0                 | 0,0           | —      |
| Outros                 | Outros                                      | 358.178    | 0,4        | 0        | 0,0           | —      | 677.309     | 0,4        | 0       | 0                 | 0,0           | —      |
| Total de votos válidos | Total de votos válidos                      | 96.580.011 | 100,0      | 513      | 100,0         | —      | 170.431.573 | 100,0      | 45      | 81                | 100,0         | —      |
| Fontes: Câmara, Senado |                                             |            |            |          |               |        |             |            |         |                   |               |        |